# إسحاق الترك
كان إسحاق الترك متمردًا إيرانيًا بدأ تمردًا في خراسان ضد الدولة العباسية، بعد مقتل أبو مسلم الخراساني. كان إسحاق زرادشتيًا أو خرميًا من طائفة الأبو مسلمية 
بعد مقتل أبو مسلم بناء على أوامر من أبو جعفر المنصور، فر إسحاق إلى ما بلاد ما وراء النهر، وأعلن ثورة على المنصور. لقد ادعى أن أبو مسلم كان نبيًا أرسل لإصلاح الزرادشتية، وبالتالي بدأ إحدى الحركات الكثيرة التي تدعي النبوة أو الألوهية لأبو مسلم. كما ادعى النسب من يحيى بن زيد بن علي بن أبي طالب. لقد أسره حاكم خراسان العباسي وأعدمه. ظلت مجموعته تُعرف باسم «المسلمة» وستشكل الإيديولوجية الأساسية للطائفة المعروفة باسم «الببكية» في المستقبل. 
حصل على لقب «الترك» بسبب زياراته المتكررة بين الأتراك في ما وراء البحار.

## روابط خارجية
- موسوعة إيرانيكا، ESḤĀQ TORK